# フリー・ファンク
フリー・ファンク（英: Free funk）は、1970年代に開発されたアヴァンギャルド・ジャズとファンク・ミュージックを組み合わせたものである。このジャンルをリードしてきたのは、オーネット・コールマンと彼のグループであるプライム・タイム (バンド)、ロナルド・シャノン・ジャクソンと彼のグループであるデコーディング・ソサエティ、ジャマラディーン・タクマと彼のグループであるスペクタクル、そしてジェームズ・ブラッド・ウルマーであった。この音楽はM-BASEというジャンルにも大きな影響を与えている。